# Hradlový most (Modrava)
Hradlový most neboli rechle u Modravy je vodní dílo (most + jez se stavidly), zajišťující odbočení části vody (přes vtokový objekt) z řeky Vydry do Vchynicko-tetovského plavebního kanálu, který se zde nalézá na levém břehu řeky Vydry. Pokud není zvětšený průtok vody Vydrou, zůstává balvanité řečiště Vydry pod hradlovým mostem téměř prázdné. Teprve drobné přítoky a hlavně Hamerský potok zčásti naplní její koryto. Hradlový most v nadmořské výšce 940 m nad mořem se nachází zhruba na polovině cesty mezi Modravou a Antýglem a je začátkem plavebního kanálu. Projektantem a stavitelem byl inženýr Josef Rosenauer, zhotovitelem repliky historického mostu po roce 2000 byly Stavby mostů Praha.

## Historie
Výstavba plavebního kanálu probíhala v letech 1799 až 1801 za účelem dopravy dřeva ze Šumavy až do Prahy, protože tok řeky Vydry nebyl k tomuto účelu vhodný. Plavební kanál protéká deseti kamennými klenutými mostky, má délku 14,4 km, jeho šířka kolísá od 1 do 5 metrů s průměrným spádem asi 3 promile. V roce 1958 byl jak celý plavební kanál tak i most s jezem prohlášen za kulturní památku – industriální dědictví. Až do roku 1959 vedla přes most silnice spojující Modravu se Srním(prameny  a  uvádějí, že až do roku 1953 přes hradlový most vedla silnice z Rokyty na Modravu). Poté, co byl vystaven nový most pod Antýglem a nová silnice, začalo vodní dílo „Rechle“ chátrat a nakonec byl hradlový most dokonce odstraněn. Na náklady správy národního parku, chráněné krajinné oblasti Šumava a tehdejší Západočeské energetiky Plzeň, a.s. bylo v letech 1999 až 2000 toto vodní dílo obnoveno. Od roku 1999 je součástí tohoto vodního díla i rybí přechod umožňující rybám překonat jez a dostat se při putování dále proti proudu řeky Vydry.

## Popis a funkce mostu
Most je dřevěný s žulovými pilíři a s lichoběžníkovými věšadly dvoumetrové výšky. Most o délce 72 metrů a šířce 3,5 metrů stojí šikmo k toku řeky Vydry. Most spolu s jezem měl zachycovat po Vydře volně plavené polenové dříví a usměrňovat jej do plavebního kanálu. Do vazných trámů (umístěných mezi pilíři mostu) se osazovala dřevěná hradla (tzv. hrabla, česle, rechle) pro zachycování plaveného dřeva. Po vytažení silných trámků (zasunutých kolmo k vozovce hradlového mostu), které zadržovaly plavené dřevo, došlo k náhlému uvolnění nahromaděných plavených polen a jejich další cestě plavebním kanálem.

## Fotogalerie

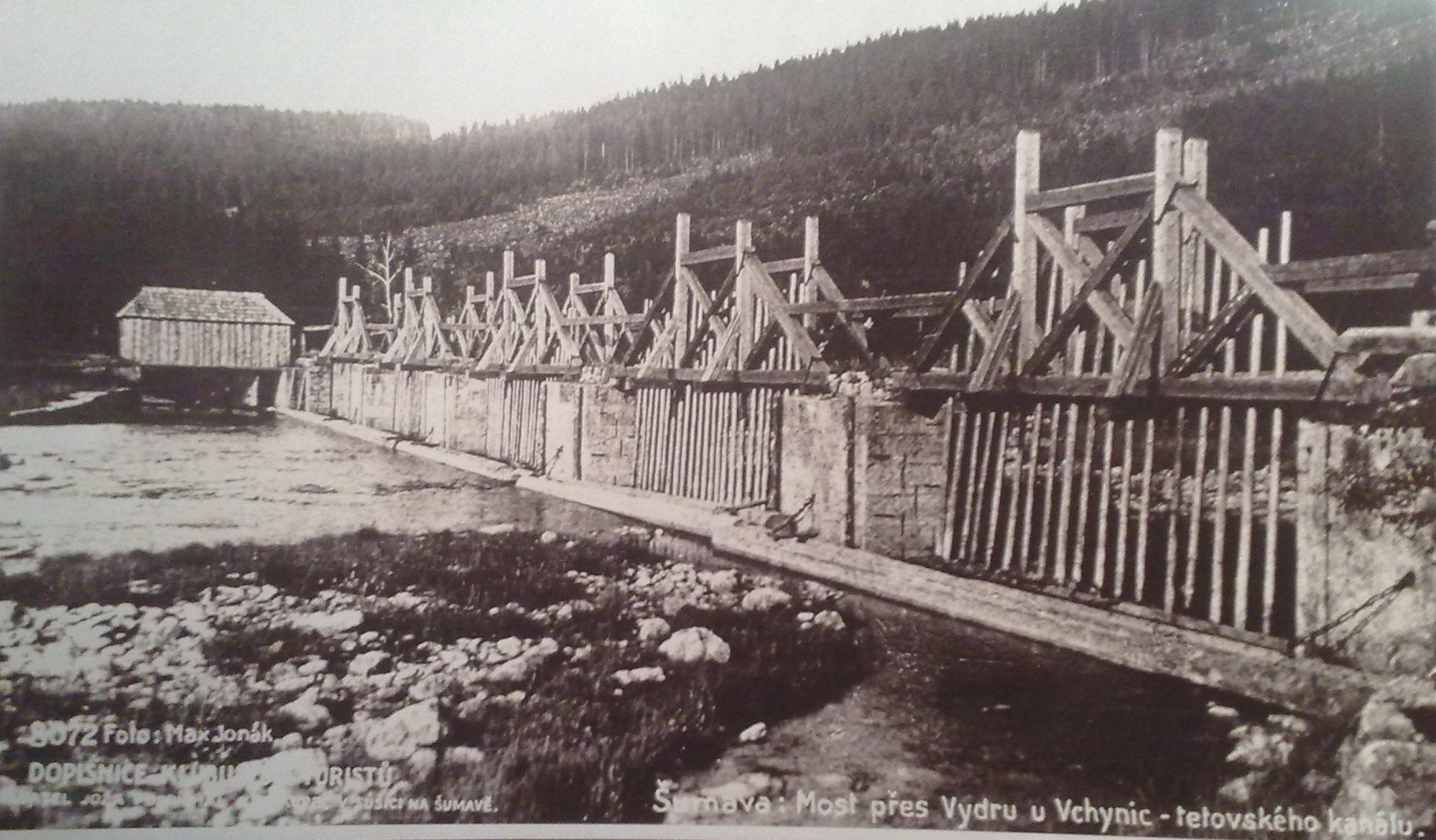
Na dobové fotografii (1931)
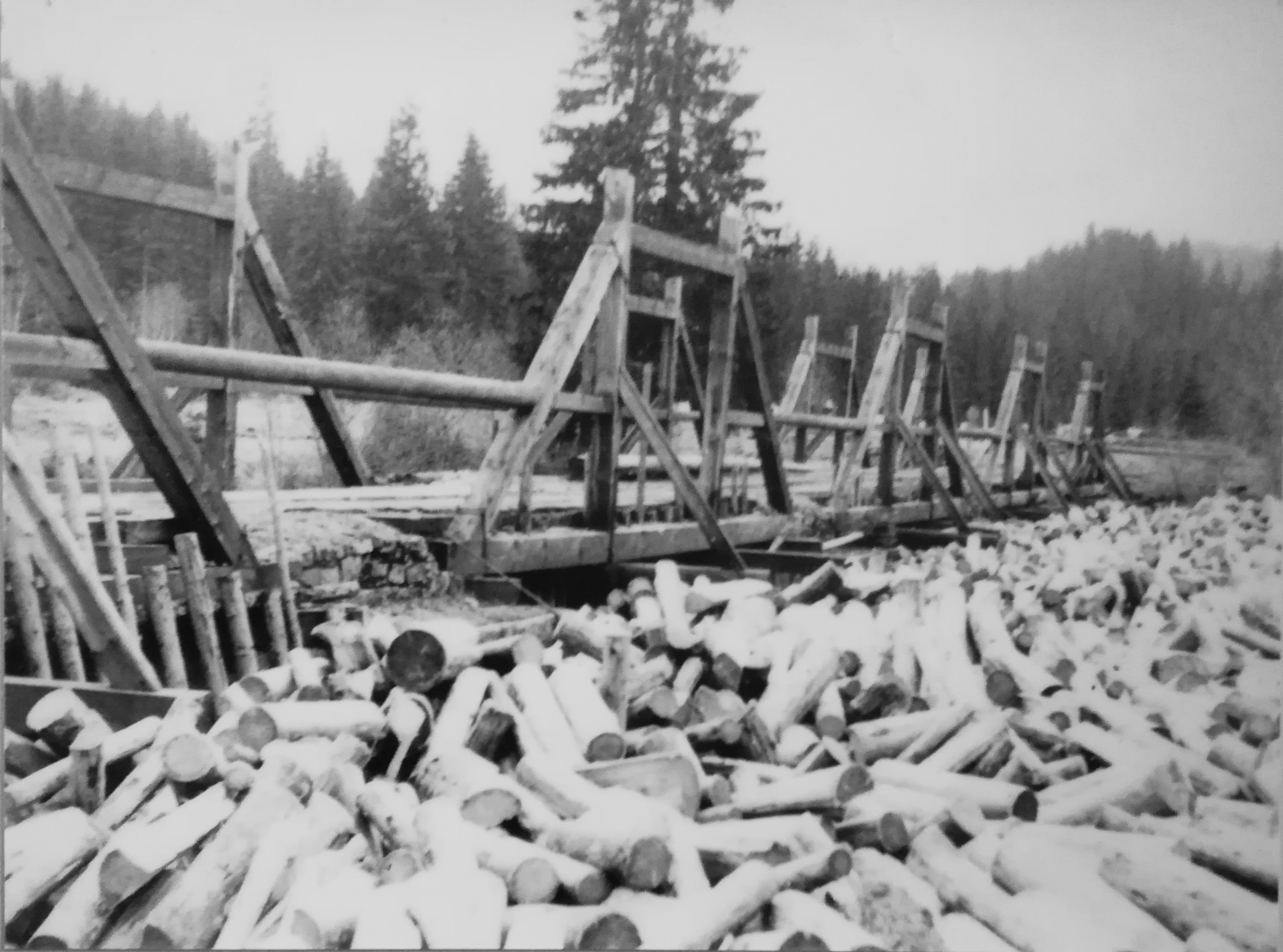
Zachycování polenového dřeva (před rokem 1949)
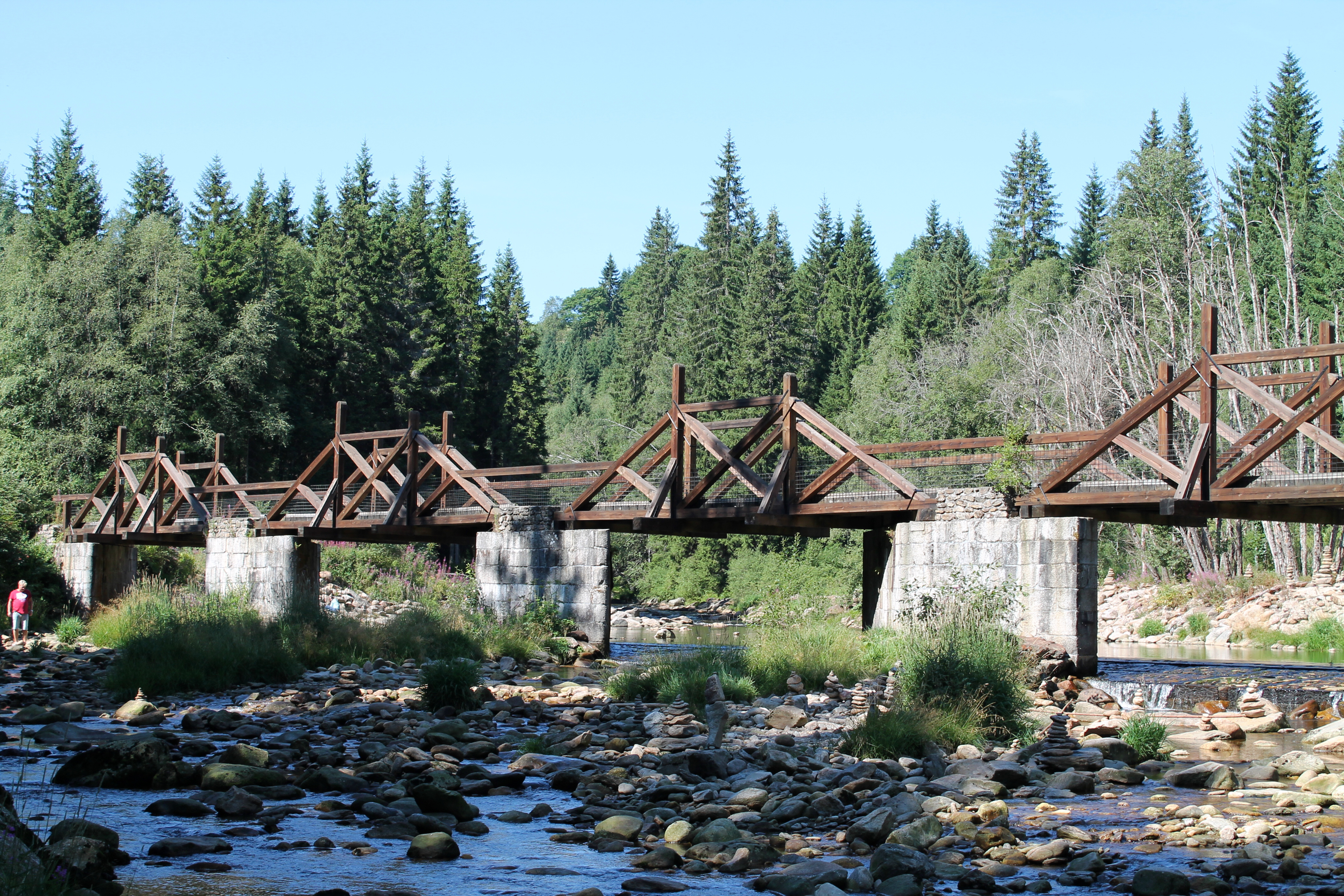
Pohled proti toku Vydry (2013)
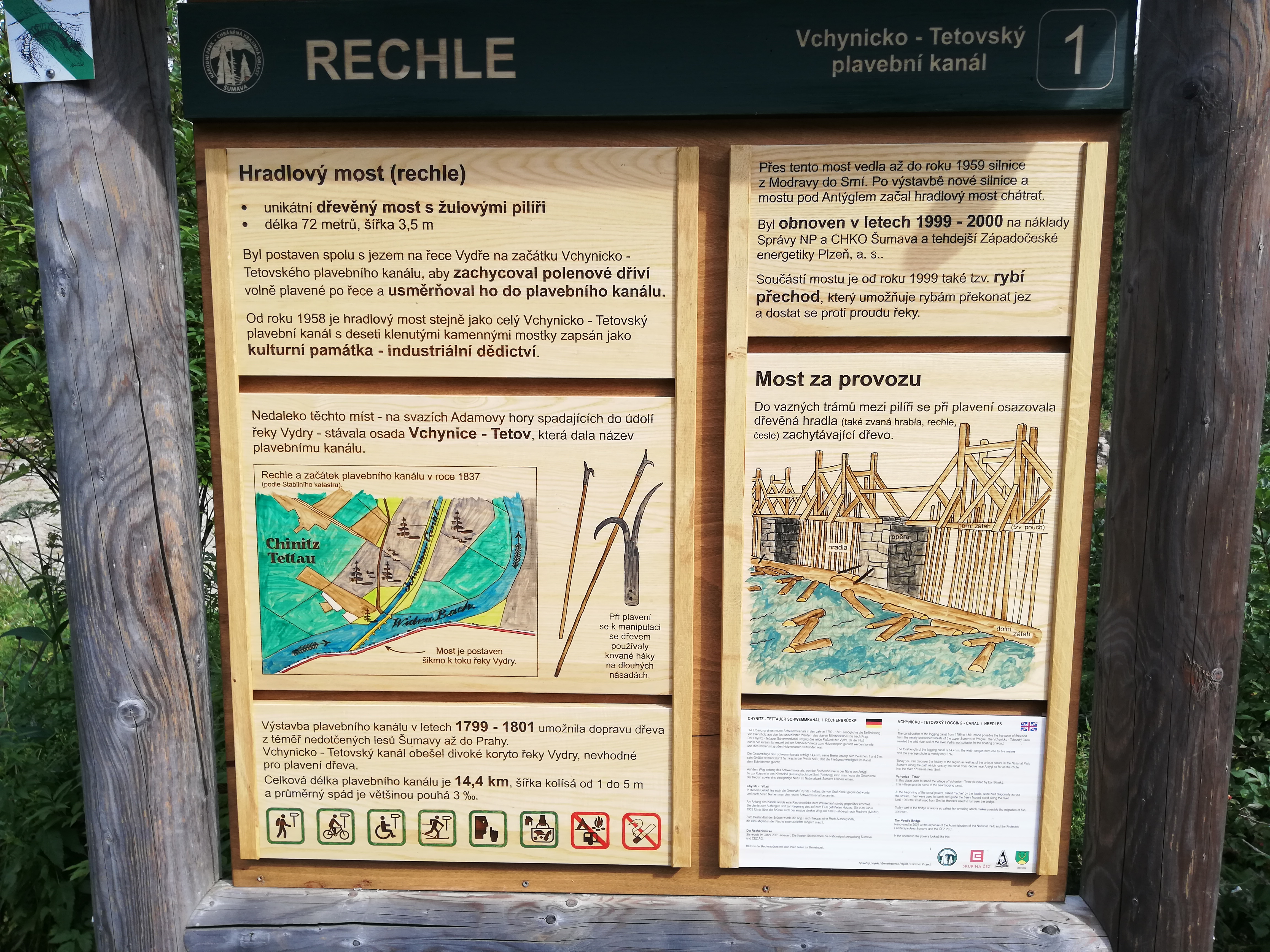
Informační tabule u parkoviště
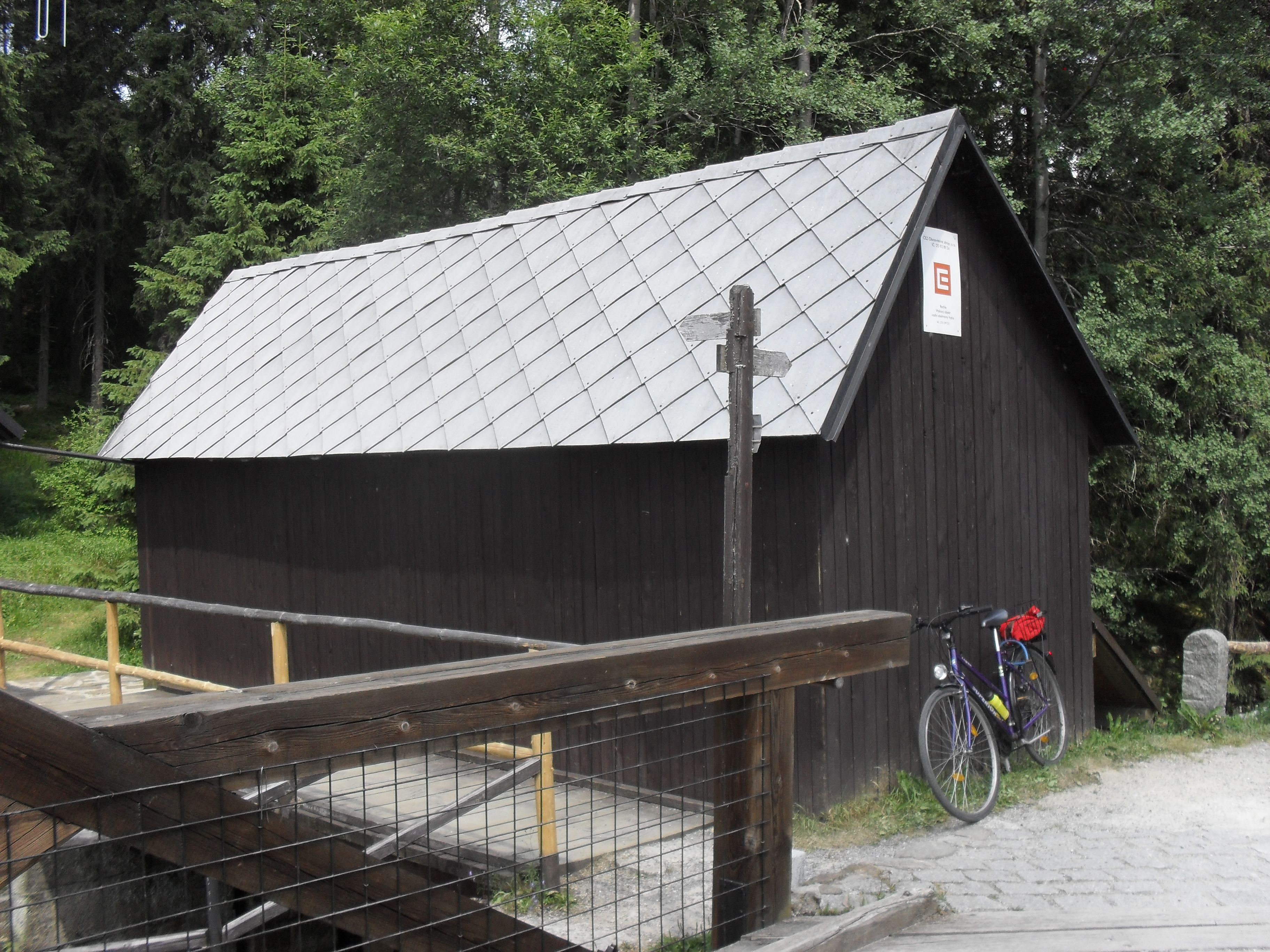
Vtokový objekt do plavebního kanálu (2013)